# Lebor Dromma Snechta
Lebor Dromma Snechta ['Lʲevor 'droma 'ʃnʲexta] („Das Buch von Druim Snechta“), oder Cín Dromma Snechta [k'iːnʲ 'droma 'ʃnʲexta] („Das Heft von Druim Snechta“) ist der Name eines Sammelwerkes in altirischer Sprache, das vermutlich nach dem 7. Jahrhundert verfasst wurde. Der Name leitet sich vom Kloster Druim(m) Snechta (mod. Irisch Droim Sneachta, „Schneerücken“, anglisiert Drumsnat, County Monaghan) her, wo es entstanden oder aufbewahrt gewesen sein soll. Dieses Kloster wurde im 6. Jahrhundert gegründet.
Das Manuskript ist verschollen, es ist nur aus späteren Handschriften aus dem 16. Jahrhundert bekannt, in denen es als Quelle erwähnt wird. Das Alter des Lebor Dromma Snechta kann nach Rudolf Thurneysen aus den Angaben in diesen Werken indirekt festgestellt werden. Es gilt als eines der größten Sammelwerke für altirische Sagen, rund 130 gesicherte Prosatexte waren mindestens darin zu finden.

## Inhalt (auszugsweise)
- Compert Con Chulainn („Cú Chulainns Empfängnis“)
- Compert Mongáin ocus serc Duibe Lacha do Mongán („Mongáns Zeugung und Mongáns Liebe zu Dub Lacha“)
- Immram Brain („Brans Seefahrt“)
- Echtrae Chonnlai („Connlas Abenteuer“)
- Togail Bruidne Da Derga („Die Zerstörung der Halle Da Dergas“), eine Version
- Tochmarc Étaíne („Das Werben um Étaín“), eine Version
- Verba Scáthaige fri Coin Culaind („Scáthachs Worte an Cú Chulainn“)
- Lebor Gabála Érenn („Das Buch von der Einnahme Irlands“), eine frühe Fassung